# Европско првенство у атлетици у дворани 1985 — бацање кугле за жене
Такмичење у бацању кугле у женској конкуренцији на 16. Европском првенству у атлетици у дворани 1985. одржано је 2. марта у Дворани мира и пријатељства у Пиреју, Грчка.
Титулу освојену у Geteborgu 1984. одбранила је Хелена Фибингерова из Чехословачке.

## Земље учеснице
Учествовалојо је 8 бацачица кугле из 8 земља.
1. Западна Немачка (1))
2. Источна Немачка (1)
3. Румунија (1)
4. Совјетски Савез (1)
5. Уједињено Краљевство (1)
6. Француска (1)
7. Чехословачка (1)
8. Швајцарска (1)

## Рекорди
Извор:
| Рекорди пре почетка Европског првенства у дворани 1985.     | Рекорди пре почетка Европског првенства у дворани 1985. | Рекорди пре почетка Европског првенства у дворани 1985. | Рекорди пре почетка Европског првенства у дворани 1985. | Рекорди пре почетка Европског првенства у дворани 1985. | Рекорди пре почетка Европског првенства у дворани 1985. |
| ----------------------------------------------------------- | ------------------------------------------------------- | ------------------------------------------------------- | ------------------------------------------------------- | ------------------------------------------------------- | ------------------------------------------------------- |
| Светски рекорд                                              | Хелена Фибингерова                                      | Чехословачка                                            | 22,50                                                   | Јаблонец, Чехословачка                                  | 19. фебруар 1977.                                       |
| Европски рекорд                                             | Хелена Фибингерова                                      | Чехословачка                                            | 22,50                                                   | Јаблонец, Чехословачка                                  | 19. фебруар 1977.                                       |
| Рекорди европских првенстава                                | Хелена Фибингерова                                      | Чехословачка                                            | 21,46                                                   | Сан Себастијан, Шпанија                                 | 13. март 1977.                                          |
| Рекорди после завршеног Европског првенства у дворани 1985. |                                                         |                                                         |                                                         |                                                         |                                                         |
| Нових рекорда није било.                                    |                                                         |                                                         |                                                         |                                                         |                                                         |

## Освајачи медаља
|                                 |                              |                               |
| Хелена Фибингерова Чехословачка | Клаудија Лош Западна Немачка | Хелке Хартвиг Источна Немачка |

## Резултати
Извор:

### Финале
| Пласман | Атлетичарка        | Земља                | Резултат | Белешка |
| ------- | ------------------ | -------------------- | -------- | ------- |
|         | Хелена Фибингерова | Чехословачка         | 20,84    |         |
|         | Клаудија Лош       | Западна Немачка      | 20.59    |         |
|         | Хелке Хартвиг      | Источна Немачка      | 19,93    |         |
| 4.      | Михаела Логин      | Румунија             | 19,89    |         |
| 4       | Наталија Лисовска  | Совјетски Савез      | 18,85    |         |
| 6       | Џуди Оукс          | Уједињено Краљевство | 17,83    |         |
| 7       | Бригит Печ         | Швајцарска           | 16,15    |         |
| 8       | Симон Креантор     | Француска            | 16.13    |         |

## Укупни биланс медаља у бацању кугле за жене после 16. Европског првенства у дворани 1970—1985.
|    | Земља                |    |    |    |    |
| -- | -------------------- | -- | -- | -- | -- |
| 1. | Чехословачка         | 8  | 3  | 1  | 12 |
| 2. | Источна Немачка      | 3  | 6  | 7  | 16 |
| 3. | Совјетски Савез      | 3  | 3  | 3  | 9  |
| 4. | Бугарска             | 2  | 0  | 1  | 3  |
| 5. | Западна Немачка      | 0  | 3  | 3  | 6  |
| 6. | Пољска               | 0  | 1  | 0  | 1  |
| 7. | Уједињено Краљевство | 0  | 0  | 1  | 1  |
|    | Укупно {7}           | 16 | 16 | 16 | 48 |

|    | Атлетичарка        | Земља           |   |   |   |    |
| -- | ------------------ | --------------- | - | - | - | -- |
| 1. | Хелена Фибингерова | Чехословачка    | 8 | 3 | 0 | 11 |
| 2. | Надежда Чижова     | Совјетски Савез | 3 | 1 | 0 | 4  |
| 3. | Иилона Слупјанек   | Источна Немачка | 2 | 1 | 1 | 4  |
| 4. | Маријане Адам      | Источна Немачка | 1 | 1 | 2 | 4  |
| 5. | Иванка Христова    | Бугарска        | 1 | 0 | 1 | 2  |
| 6. | Антонина Иванова   | Совјетски Савез | 0 | 1 | 2 | 3  |
| 7. | Клаудија Лош       | Западна Немачка | 0 | 2 | 0 | 2  |
| 8. | Ева Вилмс          | Западна Немачка | 0 | 1 | 2 | 3  |
| 9. | Хелма Кноршајт     | Источна Немачка | 0 | 1 | 1 | 2  |